# Saint-Colomban-des-Villards
Saint-Colomban-des-Villards es una comuna francesa situada en el departamento de Saboya, de la región de Auvernia-Ródano-Alpes.

## Demografía
| 252 | 208 | 161 | 183 | 204 | 195 | 182 | 135 |
| Para los censos de 1962 a 1999 la población legal corresponde a la población sin duplicidades (Fuente: INSEE [Consultar]) |     |     |     |     |     |     |     |